# Scoliacma bicolora
Scoliacma bicolora är en fjärilsart som beskrevs av Jean Baptiste Boisduval 1832. Scoliacma bicolora ingår i släktet Scoliacma och familjen björnspinnare. Inga underarter finns listade.

## Bildgalleri

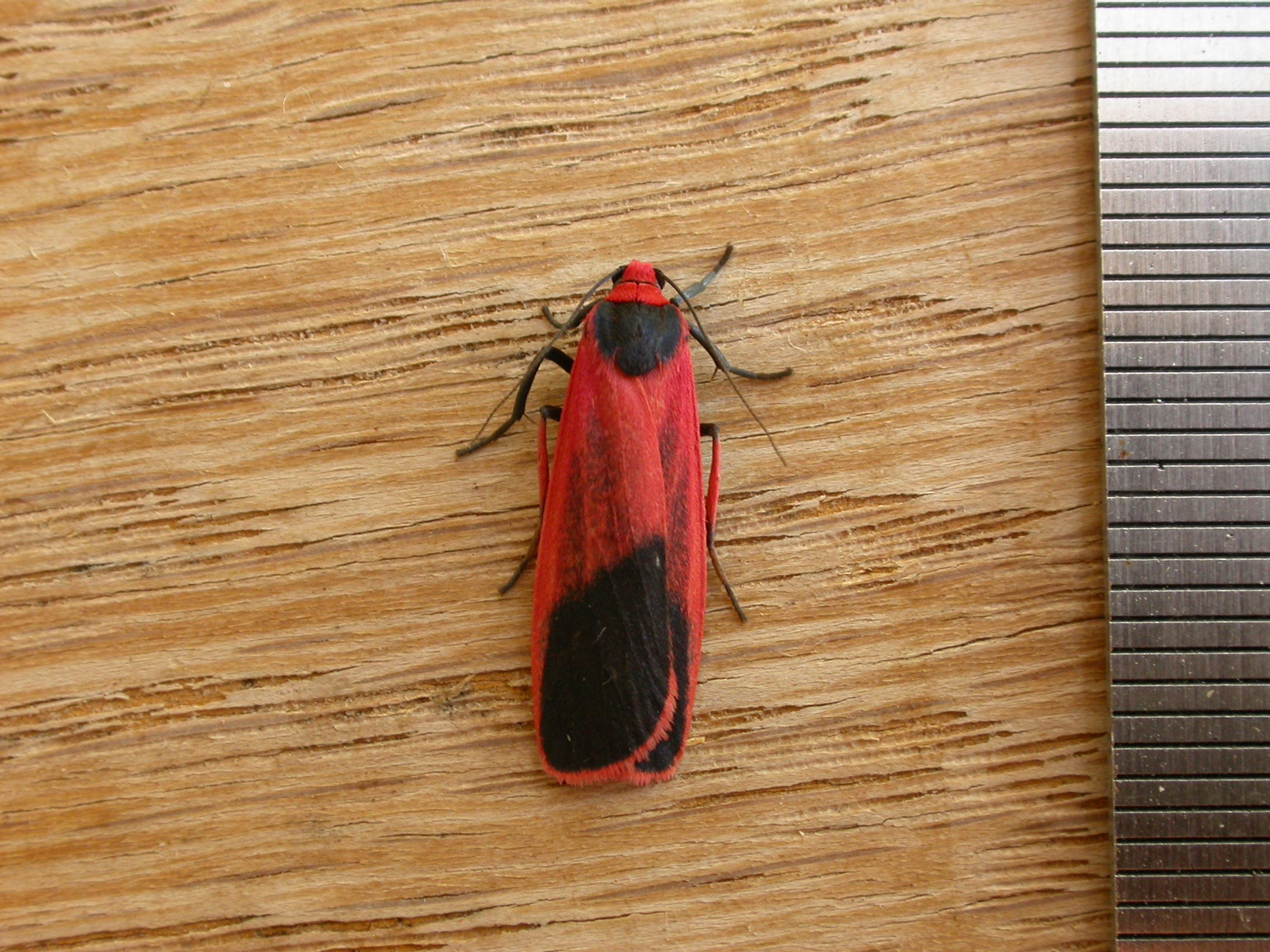